# Giraudia magnispiracularis
Giraudia magnispiracularis là một loài tò vò trong họ Ichneumonidae.